# Râul Buzunosu
Râul Buzunosu este un curs de apă, afluent al râului Jijia. 